# Chandrasekhara Venkata Raman
Sir Chandrasekhara Venkata Raman (Tamil: சந்திரசேகர வெங்கடராமன்) (Tiruchirappalli, 7 novembre 1888 – Bangalore, 21 novembre 1970) è stato un fisico indiano, Premio Nobel per la fisica nel 1930 per i suoi studi sulla diffusione della luce e per la scoperta dell'effetto Raman, che da lui prende il nome. Raman era zio del fisico Subrahmanyan Chandrasekhar, premio Nobel per la Fisica nel 1983.

## Biografia
Raman nacque a Tiruchirappalli, nello stato indiano Tamil Nadu, da una famiglia di bramini di Lingua tamil. In giovane età si trasferì nella città di Visakhapatnam, nell'Andhra Pradesh.
Iscrittosi al Presidency College di Madras nel 1902, si diplomò nel 1904, guadagnandosi la medaglia d'oro per la fisica; nel 1907 si laureò con il massimo dei voti e i più alti riconoscimenti. Entrò in seguito nell'Indian Finance Department in qualità di Assistant Accountant General a Calcutta.
Nel 1917, Raman si dimise dal suo incarico governativo e prese la nuova cattedra di fisica presso l'Università di Calcutta. Allo stesso tempo continuò a svolgere attività di ricercatore presso l'Indian Association for the Cultivation of Science (IACS), dove divenne segretario onorario. Nel 1921 cominciò presso l'IACS gli esperimenti sulla diffusione anelastica della luce che lo portarono nel 1930 a ricevere il premio Nobel per la fisica, in seguito alla scoperta dell'effetto Raman. La spettroscopia Raman è basata su questo fenomeno.
Raman compì anche studi di acustica di strumenti musicali e fu il primo a investigare sulla natura armonica del suono di strumenti tradizionali indiani quali la tabla o lo mridangam.
Nel 1934, Raman divenne direttore del neonato Indian Institute of Science di Bangalore, dove due anni più tardi continuò la sua attività come professore di fisica. Nel 1947, fu nominato primo "professore nazionale" dal nuovo governo indipendente dell'India.

## Riconoscimenti
Il professor Raman ricevette numerose onorificenze: fu nominato Commendatore dell'Impero Britannico nel 1929 e gli fu conferito il Bharat Ratna (la più alta onorificenza civile della repubblica indiana) nel 1954. Raman ricevette inoltre il premio Lenin per la pace (una sorta di Nobel per la pace sovietico) nel 1957.
Ritiratosi dall'Indian Institute of Science nel 1948, fondò l'anno seguente il Raman Research Institute a Bangalore, da lui diretto fino alla sua morte, avvenuta nel 1970.
In India il 28 febbraio di ogni anno si celebra la giornata nazionale della scienza per commemorare la scoperta di Raman, annunciata nel 1928.

## Pubblicazioni

### Libri
- Vol. 1 - Scattering of Light (Ed. S Ramaseshan)
- Vol. 2 - Acoustic
- Vol. 3 - Optica
- Vol. 4 - Optics of Minerals and Diamond
- Vol. 5 - Physics of Crystals
- Vol. 6 - Floral Colours and Visual Perception

Si veda anche: Scientific Papers of CV Raman,  Ed. S Ramaseshan, Indian Academy of Sciences, Bangalore 1988.

### Articoli
1909
- "The Small Motion at the Nodes of a Vibrating String", Nature, 1909
- "The Maintenance of Forced Oscillations of a New Type", Nature, 1909
- "The Ectara", J. Indian Math. Club, 1909

1910
- "The Maintenance of Forced Oscillations", Nature, 1910
- "Oscillations of the Stretched Strings", J. Indian Math. Club, 1910

1911
- "Photographs of Vibrational Curves", Philos. Mag., 1911
- "Remarks on a Paper by J.S. Stokes on 'Some Curious Phenomena Observed in Connection with Melde's Experiment'", Physics Rev., 1911
- "The Small Motion at the Nodes of a Vibrating String", Phys. Rev., 1911

1912
- "The Maintenance of Forced Oscillations of a New Type", Philos. Mag, 1912
- "Some Remarkable Cases of Resonance", Phys. Rev. 1912
- "Experimental Investigations on the Maintenance of Vibrations", Bull. Indian Assoc. Cultiv. Sci., 1912

1913
- "Some Acoustical Observations", Bull. Indian Assoc. Cultiv. Sci., 1913

1914
- "The Dynamical Theory of the Motion of Bowed Strings",  Bull. Indian Assoc. Cultiv. Sci., 1914
- "The Maintenance of Vibrations", Phys. Rev. 1914
- "Dynamical Theory of the Motion of Bowed Strings", Bulletin, Indian Association for the Cultivation of Science, 1914
- "On Motion in a Periodic Field of Force", Bull. Indian Assoc. Cultiv. Sci., 1914

1915
- "On the Maintenance of Combinational Vibrations by Two Simple Harmonic forces", Phys. Rev., 1915
- "On Motion in a Periodic Field of Force", Philos. Mag, 1915

1916
- "On Discontinuous Wave-Motion - Part 1", Philos. Mag, 1916 (with S Appaswamair)
- "On the 'Wolf-Note' of the Violin and Cello", Nature (London). 1916
- "On the 'Wolf-Note' in the Bowed Stringed Instruments", Philos. Mag., 1916

1917
- "The Maintenance of Vibrations in a Periodic Field of Force", Philos. Mag, 1917 (with A. Dey)
- "On Discontinuous Wave-Motion - Part 2", Philos. Mag, 1917 (with A Dey)
- "On Discontinuous Wave-Motion - Part 3", Philos. Mag, 1917 (with A Dey)
- "On the Alterations of Tone Produced by a Violin 'Mute'", Nature (London) 1917

1918
- "On the 'Wolf-Note' in the Bowed Stringed Instruments", Philos. Mag., 1918
- "On the Wolf-Note in Pizzicato Playing", Nature (London), 1918
- "On the Mechanical Theory of the Vibrations of Bowed Strings and of Musical Instruments of the Violin Family, with Experimental Verification of Results - Part 1", Bulletin, Indian Association for the Cultivation of Science, 1918
- "The Theory of the Cyclical Vibrations of a Bowed String", Bulletin, Indian Association for the Cultivation of Science, 1918

1919
- "An Experimental Method for the Production of Vibrations", Phys. Rev., 1919
- "A New Method for the Absolute Determination of Frequency", Proc. R. Soc. London, 1919
- "On the Partial Tones of Bowed Stringed Instruments",  Philos. Mag, 1919
- "The Kinematics of Bowed Strings", J. Dept of Sci., Univ. Calcutta, 1919

1920
- "On the Sound of Splashes", Philos. Mag, 1920
- "On a Mechanical Violin-Player for Acoustical Experiments, Philos. Mag., 1920
- "Experiments with Mechanically-Played Violins", Proc. Indian Association for the Cultivation of Science, 1920
- "On Kaufmann's Theory of the Impact of the Pianoforte Hammer", proc. S. Soc. London, 1920 (with B Banerji)
- "Musical Drums with Harmonic Overtones", Nature (London), 1920 (with S. Kumar)

1921
- "Whispering Gallery Phenomena at St. Paul's Cathedral", Nature (London) 1921 (with G.A. Sutherland)
- "The Nature of Vowel Sounds", Nature (London) 1921
- "On the Whispering Gallery Phenomenon", Proc. R. Soc. London, 1922 (with G.A. Sutherland)
- "On Some Indian Stringed Instruments", Proc. Indian Association for the Cultivation of Science, 1921

1922
- "On Whispering Galleries", Indian Assoc. Cultiv. Sci., 1922
- "On the Molecular Scattering of Light in Water and the Colour of the Sea", Proceedings of the Royal Society, 1922
- "The Acoustical Knowledge of the Ancient Hindus", Asutosh Mookerjee Silver Jubilee - Vol 2,

1926
- "The Subjective Analysis of Musical Tones", Nature (London), 1926

1927
- "Musical Instruments and Their Tones"

1928
- "A new type of Secondary Radiation", Nature, 1928
- "A new radiation", Indian Journal of Physics, 1928

1935
- "The Indian Musical Drums", Proc. Indian Acad. Sci., 1935
- "The Diffraction of Light by High Frequency Sound Waves: Part I", Proc. Indian Acad. Sci., 1935 (with N. S. Nagendra Nath)
- "The Diffraction of Light by High Frequency Sound Waves: Part II", Proc. Indian Acad. Sci., 1935 (with N. S. Nagendra Nath)
- "Nature of Thermal Agitation in Liquids", Nature (London), 1935 (with B.V. Raghavendra Rao)

1936
- "The Diffraction of Light by High Frequency Sound Waves: Part III: Doppler Effect and Coherence Phenomena", Proc. Indian Acad. Sci., 1936 (with N. S. Nagendra Nath)
- "The Diffraction of Light by High Frequency Sound Waves: Part IV: Generalised Theory", Proc. Indian Acad. Sci., 1936 (with N. S. Nagendra Nath)
- "The Diffraction of Light by High Frequency Sound Waves: Part V: General Considerations - Oblique Incidence and Amplitude Changes", Proc. Indian Acad. Sci., 1936 (with N. S. Nagendra Nath)
- "Diffraction of Light by Ultrasonic Waves", Nature (London), 1936 (with N. S. Nagendra Nath)

1937
- "Acoustic Spectrum of Liquids",  Nature (London), 1937 (with B.V. Raghavendra Rao)

1938
- "Light Scattering and Fluid Viscosity", Nature (London), 1938 (with B.V. Raghavendra Rao)

1948
- Aspects of Science, 1948

1951
- The New Physics: Talks on Aspects of Science, 1951

1959
- Lectures on Physical Optics, 1959